# Ruprechtia salicifolia
Ruprechtia salicifolia är en slideväxtart som först beskrevs av Cham. & Schltdl., och fick sitt nu gällande namn av Carl Anton von Meyer. Ruprechtia salicifolia ingår i släktet Ruprechtia och familjen slideväxter. Inga underarter finns listade i Catalogue of Life.